# Melnișki piramidi
Melnișki piramidi este o arie protejată (arie de protecție specială avifaunistică — SPA) din Bulgaria întinsă pe o suprafață de 13.580,05 ha, integral pe uscat.

## Localizare
Centrul sitului Melnișki piramidi este situat la coordonatele 41°30′15″N 23°26′05″E / 41.504167°N 23.434722°E.

## Înființare
Situl Melnișki piramidi a fost declarat arie de protecție specială avifaunistică în decembrie 2007 pentru a proteja 33 de specii de animale.

## Biodiversitate
Situată în ecoregiunile alpină și continentală, aria protejată nu include niciun habitat protejat.
La baza desemnării sitului se află mai multe specii protejate de  păsări (33): uliu cu picioare scurte (Accipiter brevipes), uliu porumbar (Accipiter gentilis), uliu păsărar (Accipiter nisus), potârnichea de stâncă (Alectoris graeca graeca), fâsă-de-câmp (Anthus campestris), acvilă țipătoare mică (Aquila pomarina), buha (Bubo bubo), șorecarul comun (Buteo buteo), șorecar mare (Buteo rufinus), ciocârlie-cu-degete-scurte (Calandrella brachydactyla), caprimulg (Caprimulgus europaeus), barză albă (Ciconia ciconia), șerpar (Circaetus gallicus), dumbrăveancă (Coracias garrulus), ciocănitoarea de stejar (Dendrocopos medius), ciocănitoare de grădină (Dendrocopos syriacus), ciocănitoare neagră (Dryocopus martius), presură de grădină (Emberiza hortulana), șoim călător (Falco peregrinus), șoimul rândunelelor (Falco subbuteo), vânturel roșu (Falco tinnunculus), Ficedula semitorquata, acvilă pitică (Hieraaetus pennatus), Hippolais olivetorum, sfrâncioc roșiatic (Lanius collurio), sfrânciocul cu frunte neagră (Lanius minor), Lanius nubicus, ciocârlie de pădure (Lullula arborea), ciocârlie de bărăgan (Melanocorypha calandra), prigoare (Merops apiaster), viespar (Pernis apivorus), ciocănitoare verzuie (Picus canus), silvie porumbacă (Sylvia nisoria)
Pe lângă speciile protejate, pe teritoriul sitului au mai fost identificate 28 de specii de păsări.